# Luxeuil-les-Bains
Luxeuil-les-Bains – miejscowość i gmina we Francji, w regionie Burgundia-Franche-Comté, w departamencie Górna Saona.
Według danych na rok 1990 gminę zamieszkiwało 8790 osób, a gęstość zaludnienia wynosiła 403 osoby/km² (wśród 1786 gmin Franche-Comté Luxeuil-les-Bains plasuje się na 14. miejscu pod względem liczby ludności, natomiast pod względem powierzchni na miejscu 91.).